# 洪波萊茨

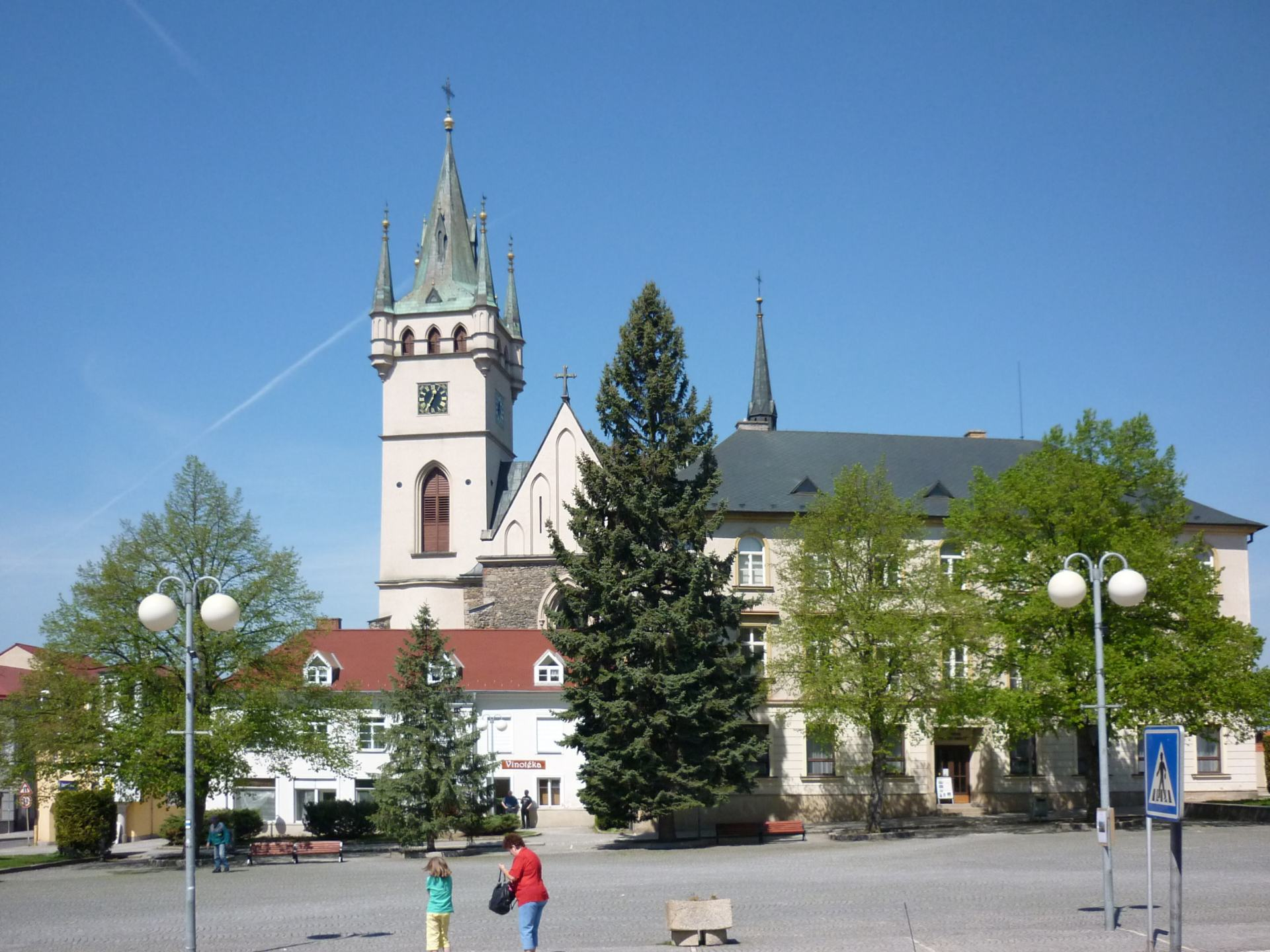

洪波萊茨是捷克的城鎮，位於該國中部，距離伊赫拉瓦23公里，由維索基納州負責管轄，始建於十三世紀初期，面積51.49平方公里，海拔高度527米，2014年人口10,932。

## 外部連結
- Official website (in Czech) （页面存档备份，存于）
- Brewery in Humpolec (in English) （页面存档备份，存于）
- Humpolec - photos and stories (in Czech) （页面存档备份，存于）